# Гонзль, Йиндржих
Йиндржих Гонзль (чеш. Jindřich Honzl; 14 мая 1894[…], Гумполец[…] — 20 апреля 1953[…], Прага[…]) — чешский театральный деятель, режиссёр, критик. Автор работ по истории чешского театра, теоретических исследований в области театральной эстетики и семиотики. Сценарист и режиссёр фильмов «Пудра и бензин» (1931) и «Кошелёк или жизнь» (1932).

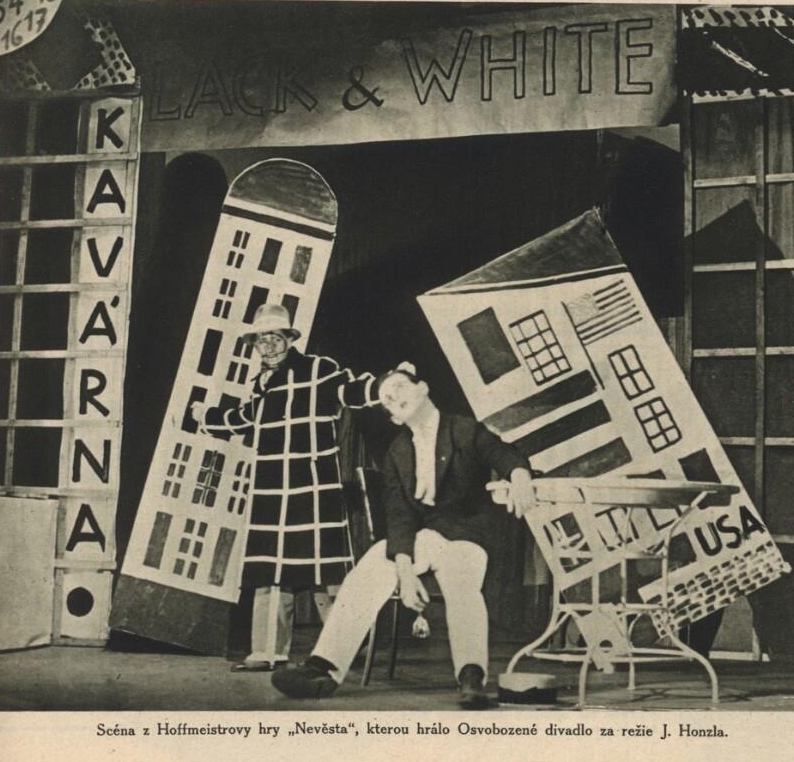
Постановка Гонзля в Освобождённом театре (1927 г.).

## Биография
Йиндржих Гонзль родился 14 мая 1894 года в Гумполеце в семье портного и фабричного рабочего. В 1914 году окончил педагогические курсы в Праге. С 1914 по 1927 год преподавал химию и физику в школах в Праге. После окончания 1-й мировой войны выступал по вопросам культуры в социал-демократической печати. С 1921 года вступил в Коммунистическую партию Чехословакии.
В 1920-х годах Йиндржих Гонзль участвовал в различных литературных и театральных проектах в Праге. Он стал членом литературной группы Девятесил («Коммунистический авангард работников искусств»), в сборниках которой он мог публиковать свои теоретические статьи, которые обычно считаются началом чешского театрального авангарда. В 1921 году руководил Рабочим драматическим ансамблем «Дедрасбор». Он также основал и руководил «Освобождённым театром» (Osvobozené divadlo) и театром Da Da в сотрудничестве с Иржи Фрейкой и Эмилем Франтишеком Бурианом. Известность «Освобождённому театру» принесли сатирические ревю с участием Я. Вериха и Й. Восковца («Осёл и тень» и др.).
Он писал тексты по театральной теории авангардного театра. Он ставил хоровые представления и массовые сцены. Испытал влияние сюрреализма и конструктивизма. В постановках 2-й половины 1920-х годов развивал принципы русского и французского театрального авангарда.
С 1929 по 1931 год работал драматургом и режиссёром Губернского театра в Брно. С 1931 по 1938 работал в Национальном театре и городском театре в Пльзене. В пражском Национальном театре поставил оперу Б. Мартину «Жюльетта» (1938). В 1934 году создал экспериментальный театр Новый театр (Nové divadlo).
Гонзль участвовал в дискуссиях о Пражской школе, которая была учреждена в 1926 году как «Пражский лингвистический кружок».
Во время немецкой оккупации Чешской Республики в марте 1939 года такие режиссёры, как Эмиль Франтишек Бурьян, Карел Досталь и Йиржи Фрейка, пытались показать публичные признаки сопротивления в их режиссуре со скрытыми аллюзиями, с акцентом и растяжением в языке и одновременными выражениями лица и жестами, что, впрочем, не осталось незамеченным для информаторов. Гонзль был назначен в издательство Борову́ (Borový), которое имело лицензию театра, для того чтобы управлять Театриком для 99 (Divadélko pro 99) в 1939 году. Гонзль подвергся нападению за свою работу от коллаборационистской прессы и в 1941 году он выступил в знак протеста против ареста Буриана.
После окончания 2-й мировой войны работал членом дирекции Национального театра (Národní divadlo) и художественным руководителем его студии. В 1948 году стал художественным руководителем и директором драматической труппы театра. Он поставил пьесы чешских авторов XIX века в современных театральных формах. В 20-м веке на сцену вышли Йозеф Кайетан Тил, Вацлав Климент Клицпера, Вилем Мрштик и Витезслав Незвал, а также такие международные писатели, как Гийом Аполлинер, Жан Кокто и Альфред Жарри. Руководство коммунистического государства требовало уделять в театральных постановка больше внимания современным советским авторов, но Гонзль делал это в меру.
После 1950 года отошёл от режиссёрской деятельности. С 1945 по 1946 год он читал лекции по актерскому мастерству на кафедре эстетики (факультет истории и теории театра) философского факультета Карлова университета. С 1946 по 1953 г. он был профессором театральных наук на театральном факультете АМУ в Праге. В 1945 году основал журнал «Театральные и кинематографические вопросы» («Otázky divadla a filmu»). Он также руководил журналом «Советский театр» (Sovětské divadlo) и работал в театральной секции Чехословацкого института.
Умер 20 апреля 1953 года в Праге.